# Иодид церия(III)
Иоди́д це́рия(III) (химическая формула — CeI3) — бинарное неорганическое соединение церия и иода.

## Строение
Кристаллы иодида церия(III) имеют молекулярную геометрию двухшапочной тригональной призмы с координационным числом 8.

## Получение
Иодид церия(III) образуется при взаимодействии церия и иода при нагревании:
{\displaystyle {\ce {2Ce\ +\ 3I2\ \xrightarrow {t} \ 2CeI3}}},
а также при взаимодействии церия и иодида ртути(II) при высоких температурах:
{\displaystyle {\ce {2Ce\ +\ 3HgI2\ \xrightarrow {t} \ 2CeI3\ +\ 3Hg}}}.

## Применение
Иодид церия(III) используется как исходный материал для церийорганических соединений.